# Multishow Registro: Pode Entrar
Multishow Registro: Pode Entrar (ou, simplesmente, Pode Entrar), é o sexto álbum de estúdio, terceiro álbum de vídeo e primeiro audiovisual da artista brasileira, Ivete Sangalo. Lançado em 5 de junho de 2009, pela editora discográfica Universal Music, o Projeto faz parte da série Registro criado e produzido pela rede de televisão por assinatura Multishow. Para a produção do projeto, Sangalo recrutou seu produtor de longa data Alexandre Lins, que produziu todas as faixas presentes no material. A concepção inicial do projeto, se deu após a finalização do estúdio de gravação na casa da cantora em Salvador, Bahia. A interprete reuniu uma gama de músicos e compositores no local, para a produção de novas canções, que compreendeu um período de seis meses, entre novembro de 2008 e março do ano seguinte. Durante o processo criativo das canções, a intérprete e sua equipe conceberam a ideia de registrar o processo de gravação das faixas, como uma forma de mostrar aos admiradores de seu trabalho um lado mais intimista com sua obra e sua personalidade pública. Entre os convidados, estão nomes consagrados da música brasileira que ao lado de Sangalo compartilham os vocais de sete canções inéditas presentes na obra; como Maria Bethânia, Lulu Santos, Carlinhos Brown, Marcelo Camelo, Saulo Fernandes e o conjunto musical Aviões do Forró. Segundo a musicista, a possibilidade de gravar em sua casa a deu um leque maior de opções de sonoridade, a versatilidade musical de Sangalo se faz presente em sua interpretações de canções de diversas vertentes musicais, como o samba-reggae, música pop, MPB e o forró, além do axé.
Seis singles foram lançados do álbum. O primeiro, "Cadê Dalila", permaneceu na décima posição da tabela musical Top 100 Brasil. "Agora Eu Já Sei", o segundo single, atingiu a segunda posição no gráfico. "Quanto Ao Tempo" , terceira canção liberada como single, a canção debutou nas paradas na posição de nº 68 e ficou entre as 30 mais tocadas nas rádios, embora tenha sido com "Na Base do Beijo", a quarta música de trabalho lançada do álbum, que Ivete passou a figurar entre as primeiras posições nas rádios por semanas sendo promovida no Carnaval de 2010. "Meu Segredo" também foi lançada como single, recebendo menos notoriedade. A fim de promover Pode Entrar, a cantora se apresentou em vários programas de televisão e iniciou a digressão Turnê Dalila (2009–11).
Multishow Registro Pode Entrar tornou-se um sucesso comercial. No Brasil alcançou o pico na sétima primeira posição na parada de álbuns da Pro-Música Brasil (PMB) e em Portugal, o álbum foi um sucesso, atingindo a posição de número seis na parada portuguesa d álbuns por duas semanas. Não obstante, recebeu o prêmio de certificações de platina e ouro, ambas pela Associação Brasileira dos Produtores de Discos (ABPD) e pela Associação Fonográfica Portuguesa (AFP). O álbum recebeu alguns prêmios e indicações da indústria da música: os mais notáveis foram as três nomeações na nona edição do Grammy Latino por Melhor Álbum Pop Contemporâneo Brasileiro, Melhor Vídeo Musical Versão Longa (Multishow Registro: Pode Entrar) e Melhor Canção Brasileira ("Agora Eu Já Sei"). Porém não obteve vitória.

## Antecedentes
Em 2007, Sangalo lançou seu segundo álbum ao vivo Multishow ao Vivo: Ivete no Maracanã. O álbum foi um grande sucesso comercial, tendo sua versão em CD e em vídeo, recebido certificações de platina e diamante pela Associação Brasileira dos Produtores de Discos (ABPD), respectivamente. Ao todo o projeto somou mais de 1,2 milhão de unidades comercializadas. Com isso, Sangalo sagrou-se não só como a artista mais vendida de sua gravadora, como a artista mais popular do Brasil, naquele momento, chegando a fatura 500 mil por um único show. Após o sucesso do projeto, Em 2008, a cantora juntou-se ao cantor Saulo Fernandes, e juntos lançaram Veveta e Saulinho: A Casa Amarela um álbum de estúdio – focado no universo infantil – que recebeu uma indicação ao Grammy Latino de Álbum Infantil Latino do Ano. No mesmo período a casa da cantora no bairro da Morada dos Cardeais em Salvador entrou em reforma, para que pudesse ser construído um estúdio de gravação, o intuito da artista com isso, era se sentir mais a vontade para criar sua obra e não havia espaço que pudesse deixa-la mais a vontade do que sua própria casa, além de optar por passar mais tempo Salvador; "A gente que é baiano tem uma coisa de querer ficar aqui. Sempre falam de um estúdio melhor aqui ou ali", disse Sangalo.

## Produção e gravação
| |  |  |
| Os cantores Maria Bethânia (esquerda) e Marcelo Camelo (direita) foram um dos escolhidas para participar do projeto. |  |  |

Após a conclusão do espaço, a artista começou a gravar suas novas canções, para seu sexto álbum de inéditas em outubro de 2008. Para produzir Multishow Registro: Pode Entrar, Ivete e seus músicos estiveram presente em seu estúdio batizado Queridona, entre Outubro de 2008 a Março de 2009, Para produzir as faixas, Ivete recrutou Alexandre Lins que sozinho assina toda a produção da obra ao lado de Sangalo, assinando também a direção artística, Lins destacou a dedicação da cantora. "Até a parte mais técnica ela acompanhou". Devido o sucesso do segundo álbum ao vivo de Sangalo, Multishow ao Vivo: Ivete no Maracanã, A cantora repete a parceria com o canal de televisão por assinatura Multishow,
o material faz parte da série Regristro, produzida pelo canal, sendo o segundo álbum da série a ser lançado. Ivete explicou a conceito do projeto;

"Um convite para o fã entrar na minha intimidade A ideia desse trabalho surgiu quando decidi construir um estúdio em minha casa, justamente para facilitar os futuros trabalhos. Como estaria literalmente ‘em casa’, pensei em registrar tudo e lançar, além do CD, um DVD mostrando como tudo foi feito, apresentando para o público esse processo".

A principio, quando Sangalo começou a ter os primeiros conceitos da obra, a cantora tinha o intuito que projeto contasse apenas com canções gravadas em dueto com outros artistas, que posteriormente foi descartado. Porém a ideia de contar com a participação de vários artistas no álbum se manteve presente. De acordo com Sangalo, não houve critério para a escolha dos artistas participantes "Não houve critério, Diversificar sempre é o ponto de partida, tem hora que até foge do controle". Entre eles Carlinhos Brown, que participa do álbum na canção "Quanto Ao Tempo", escrita por ele e Michael Sullivan. A cantora explicou que após ele a apresentar algumas canções para o projeto, ela o convidou para gravar a faixa "Quanto Ao Tempo", como uma forma de mostrar ao público a versatilidade do músico, já que a canção segundo Sangalo, apresenta um Brown pouco visto até então. Brown escreveu diversas músicas para o projeto e comentou sua participação; "Quando Ivete organiza no estúdio em sua casa o convite a diversos artistas, demonstra a segurança única de quem sabe dividir. Estou contente pelo projeto, mais ainda pela confiança de uma grande voz me chamar para cantar ao seu lado". Já Maria Bethânia participa ao lado da cantora na canção "Muito Obrigado Axé", O convite para a cantora se deu pela grande admiração de Sangalo pela artista como pessoa e por sua obra "Bethânia deu uma entrevista, talvez ela nem me conhecesse, e falou que eu poderia ser a maior cantora do País. Eu já fiquei estatelada e me senti muito importante. Esse foi o projeto que mais ficou adequado para receber ela com todas as honras que ela merecesse. Como fã, já tinha vontade chamar Bethania". Marcelo Camelo canta com Sangalo, na faixa "Teus Olhos", o desejo da cantora de trabalhar com Camelo surgiu desde que os artistas participaram juntos da gravação do DVD Acústico MTV (2007) da dupla Sandy e Junior. Posteriormente, Camelo cantou uma música de Ivete em um show da banda Los Hermanos, em Salvador. "ele sabia todo o meu repertório e eu fiquei encantando com a gentileza dele. Ficamos amigos e trocamos amigos e ele veio. Pedi pra ele fazer uma música e ele fez. Marcelo é o cara. Chamei e ele topou na hora" diz Sangalo, antes da gravação, os cantores acertaram apenas alguns detalhes, já que não teriam ensaio. "Pra mim foi diferente o fato de chegar e já gravar; geralmente faço muitos ensaios antes. Mas mesmo isso foi legal e acho que ajudou a captar um momento particular da música", diz o Camelo. Já a participação de Lulu Santos, na releitura da canção "Brumário" se deu pela admiração da cantora pelo trabalho de Santos; "Eu sou uma aficionada por Lulu. Minha relação com o palco tem muito com o que aprendi vendo ele, aquela coisa visceral". A participação da banda Aviões do Forró na faixa "Sintonia e Desejo", se deu pela admiração de Sangalo com o trabalho que o conjunto vinha desenvolvido, no qual Sangalo ressaltou que trabalhar com o que é "contemporâneo é muito bem vindo". A participação de Saulo Fernandes, se deu pela amizade da cantora com o músico e por acreditar que ele traz "boa sorte" aos seus projetos. O convite para Mônica San Galo, irmã da cantora, na faixa "Completo", foi uma forma de tornar real um sonho de ambas gravarem algo juntas, Sangalo explicou que convites anteriores já haviam sido feitos a Mônica, que se mostrava pouco receptiva em aceitar. A cantora Vanessa da Mata foi convidada para esse trabalho, mas devido a agenda incompatível a de Sangalo, acabou por não participar. Durante a concepção do projeto a cantora decidiu registrar a gravação das faixas e lança-lo em formato de vídeo "Contratei um pessoal de Minas Gerais para fazer um estúdio na minha casa. Quando ficou pronto, achei que ficou tão bonito que disse; 'Vou fazer um DVD, e ele vai se chamar 'Pode entrar'". Segundo Sangalo, seu público gosta de ver o processo de produção das suas canções; "Foi para meus fãs que eu deixei tudo isso aparecer, meu cachorrinho, eu escovando os dentes. Mas o mais importante sempre foi a música. Por isso, prevaleceu o áudio e não a imagem na hora de escolher uma tomada. Todas as faixas que estão no DVD são as que valeram o áudio", afirma. A direção de imagens do DVD ficou por conta de Joana Mazzucchelli, o vídeo além de apresentar gravações da cantora em estúdio com os músicos de sua banda, reúne cenas que mostram a rotina de Sangalo, com cenas em que ela recebe alguns convidados em seu apartamento e em gravaçoes, no qual Sangalo definiu como um reality show por seu teor intimista, reiterando que "Nada foi premeditado. Inclusive os momentos de descontração, quando eu recepciono os artistas". O DVD tem uma montagem com momentos inusitados, em cenas que mostra Sangalo levando a banda Aviões do Forró para comer acarajé, cantando sentada no chão com Marcelo Camelo e muitas imagens particulares da casa da artista intercaladas com as músicas. Retratos de família, seus cachorros e algumas tomadas que mostram a vista de sua casa, no qual Christina Fuscaldo do O Globo avaliou que o filme reúne cenas "que nenhuma revista de celebridades conseguiu capturar. Surpreendente é assistir, pela primeira vez, a uma Ivete moderada no exibicionismo".

## Estilo musical e letras
"Eu pedi uma canção para o carnaval e Brown e Alain Tavares fizeram ‘Dalila’ para mim. Fiquei louca, perdi a noção. É um hino de positivismo, de previsões positivas e uma realidade do Brasil em metáforas relacionadas ao carnaval e à maneira como a gente lida. Apesar de tudo, o Brasil tem força, festa alegria pra driblar tudo. O Brasil é a menina dos olhos do mundo e Dalila é meio que isso. Na hora que sai no radio, você quer ir para a farra. Mas quando você vai escutar passo a passo… Brown é muito delicado na maneira de falar sobre isso. Ela é politicamente correta. E tem os timbres orientais e a pulsação. Ela foi lançada no carnaval.".

Sangalo sobre a canção "Cadê Dalila".
Multishow Registro: Pode Entrar, mantém o axé, ritmo característico da cantora e que a intérprete relatou "jamais abandonar", com uma visível aproximação com outras vertentes musicais, como a samba-reggae, música pop, MPB e o forró, Sobre isso, Sangalo declarou que possibilidade de gravar em sua casa a deu um leque maior de opções de sonoridade, mas a predominância continuaria a ser do axé, que al afirma ser sua predileção. A cantora definiu o álbum como o mais autoral e diversificado de sua carreira. Durante a gravação da obra, Sangalo descobriu estar grávida, porém justificou dizendo que as canções não são auto-biográficas, pois As foram concebidas antes da descoberta de sua gestação. Mas após a descoberta, as canções passaram a ganhar novo sentidos pra ela; "Inevitavelmente, cada canção tem um sentido, tudo se transforma, a gente acaba levando para esse caminho", justifica a cantora. A canção que abre o álbum, "Balakbak", é escrita por Esquisito, Pururu, Binho Nunes e Sand Vidal, é um axé com toques de xote. A música apresenta uso de instrumentos como timbau, percussão, guitarra baiana, chocalho, xequerê e teclado em sua instrumentação. Luiz Felipe Carneiro do site SRzd escreveu que a canção possui um "jeitão de hit para explodir no Carnaval". Já a segunda faixa, "Cadê Dalila", de Carlinhos Brown e Alain Tavares, também segue a mesma linha do axé, explorada na faixa anterior, com influências de música árabe na ponte e com forte uso de guitarra baiana, teclados e percussão em sua instrumentação. A letra da canção gerou controvérsia por conter uma suposta referência a cocaína, onde Sangalo canta "Vai buscar Dalila... vai buscar Dalila ligeiro / Vai buscar Dalila... vai buscar Dalila ligeiro / Ligeiro, ligeiro, ligeiro". Quando questionada, Ivete negou a especulação; "Oi? Por que, você já mandou buscar a sua assim? Ô, meu Deus, coitado de Carlinhos Brown, autor da música, que é tão careta. Isso aí é folclore. São elucubrações carnavalescas. O cara está tão doido que manda buscar uma Dalila", respondeu. A terceira faixa da obra "Teus Olhos" é uma balada de andamento vagaroso influenciada pela MPB, a faixa foi composta por Marcelo Camelo que também participa dos vocais cantando ao lado de Sangalo, e da instrumentação da faixa tocando violão. Liricamente descreve as reações de alguém vê seu interesse amoroso, no qual os cantores cantam "Teus olhos abrem pra mim / Todos os encantos". Em uma analise sobre a canção o site SRzd escreveu "que canção é a prova de que Ivete Sangalo é bem melhor cantando uma boa música do que berrando “tira o pé do chão” – embora, certamente, a maioria de seus fãs não pense assim". A faixa seguinte, "Agora Eu Já Sei", é uma balada de música pop de andamento vagaroso, que experimenta o uso de violino, baixo e teclados em sua instrumentação, é de autoria de Sangalo juntamente com seu baixista Gigi, que também fez a melodia. A canção fala do encontro do verdadeiro amor e de como é viver com ele. Assim como a anterior, a sexta faixa, "Meu Segredo" também explora a sonoridade pop, a canção é um balada escrita por Ramón Cruz, com uso de bateria, guitarra, teclado, trompete e saxofone, no qual Ivete garante a seu interesse amoroso, que seu amor por ele pra sempre permanecerá. O sétimo registro da obra, "Completo" repete a parceria de Sangalo com Gigi na composição, contendo a participação da irmã da cantora, Mônica de San Galo nos vocais, que ressalta a forma como os contratantes se completam: "O céu e o mar, a lua e a estrela / O branco e o preto, tudo se completa de algum jeito / Homem, mulher / A faca e o queijo, o incerto e o perfeito / Tudo se completa de algum jeito". A oitava faixa, de autoria de Alain Tavares e Rita Mendes, foge das baladas de sonoridade pop e MPB das faixas anteriores, "Eu Tô Vendo", concentra-se fortemente no samba-reggae, onde liricamente retrata Ivete descrevendo a reação do público vê-la cantar "Eu tô vendo / Você tá balançando / To sentindo / Tá todo mundo gostando(eu tô vendo daqui)". A nona faixa de autoria de Alain Tavares e Rita Mendes, "Na Base do Beijo" explora fortemente o axé, no qual a cantora garante a seu amante que ele se apaixonará por ela nas linhas "Quando eu te pegar você vai ver, você vai ver / Ai de ti, ai de ti / Vai se amarrar só vai / querer saber de mim / Você vai se dar bem e eu também / Você vai se dar bem e eu também", ressaltando que quando ela está apaixonada se entrega completamente a relação "Quando amo é pra valer / Quando amo é pra valer / Dou carinho, me entrego / Faço o amor acontecer". O forró invade o disco em "Sintonia e Desejo", a décima faixa foi composta pela cantora e Gigi, conta com a participação dos cantores Solange Almeida e Xand Avião vocalistas da banda Aviões do Forró, que descreve o prazer de estar ao lado da pessoa amada. De autoria de Ivan Lawinscky, Ivan Brasil e Sinho Maia, "Oba Oba", é um zouk que contem interpolações do ritmo angolano Kizomba, liricamente mostra a protagonista revelando a seu amante que se apaixonou por ele após dançarem juntos, nas linhas "Ganhou meu coração / Quando dançou comigo / E ai me entreguei / Você virou meu vício".
Ramón Cruz, assina a autoria das três faixas seguintes de Pode Entrar, em "Viver com Amor", um funk de cunho motivacional, a cantora canta letras que ressaltam a paciência e o amor como armas fundamentais para lidar em momentos de dificuldades "Seja paciente / Não esquente a cabeça / Deixe a vida rolar" no refrão Ivete canta; "Viver com amor Ôôuô / Viver com amor Ôôuô / Viver com amor Ôôuô / Viver com amor". Já em "Vale Mais" que conta com a participação de Saulo Fernandes, explora o reggae, em letra no qual o protagonista revela o desejo de expor as vontades de seu coração; "Queria abrir meu coração contar verdades sobre mim / Parar de me sentir tao só sair um pouco e descobrir" ressaltando "Que vale mais, correr atras de um sonho / E ver o lado bom, tentar sorrir e ser feliz!". Já na balada "Meu Maior Presente", em linhas que descrevem como o amor como maior presente já recebido em sua vida, reconhecendo que seu amante a ajudou a descobrir o sentimento, "Foi você quem deu / Ou quem soube, ao menos, me mostrar / Uma imensidão de cores no olhar / Foi você quem leu / O que já estava escrito em mim / E me ajudou a descobrir". A faixa foi mal avaliada por Luiz Felipe Carneiro do site SRzd que escreveu que "Meu Maior Presente" não fica muito longe do estilo (ruim) da anterior [Agora Eu Já Sei]". Carlinhos Brown assina a autoria das duas próximas faixas, na balada de MPB, "Quanto Ao Tempo", escrita em parceria com Michael Sullivan, Ivete canta ao lado de Brown, em uma letra que intercala versos em português e inglês "Lágrimas não são forever / Dores já não são together" completando com versos totalmente em inglês durante a ponte "My eyes to see you / But I need / To believe it's true / Maybe my love likes crazy / Love is you, is you, is you, is you / And me and you / If I don't know how good it is". Na décima décima sexta faixa, Ivete canta com Maria Bethânia, "Muito Obrigado Axé" é um ijexá que experimenta o uso de cordas em sua instrumentação, com letras que referenciam os orixás e ao Candomblé nas linhas "Quanto mais pra quem tem ogum / Missão e paz / Quanto mais pra quem tem ideais e Os orixás". Seguido por um refrão de apelo a paz; "Joga as armas prá lá / Joga, joga as armas pra lá / Joga as armas pra lá / Faz a festa". Luiz Felipe Carneiro do site SRzd elogiou a canção, escrevendo que "Muito Obrigado Axé", com Maria Bethânia, ficou bonita, com o acompanhamento de um quarteto de cordas. Essa gravação até que soou mais natural". A décima sétima faixa de de Pode Entrar, "Não Me Faça Esperar" composta por Fabinho O'Brian e Gigi, encerra o disco, a faixa explora fortemente o axé, no qual a cantora canta que não pode mais esperar por pode demonstrar o amor ao seu amante, nas linhas "Quero tanto te falar, arranjei um jeito de amar / Que você só vai se dar bem".

## Arte da capa
Para a capa de Multishow Registro: Pode Entrar, a cantora foi fotografada por Cacau Mangabeira. A capa do disco representa o conceito proposto pelo álbum, que é um momento mais pessoal e introspectivo, no qual a cantora aparece de cabelos trançados e maquiagem leve que ficou a cargo de Max Wueber, usando brincos dourados, enquanto segura um microfone com fios. Enquanto usa um ilustrado vestido verde claro listrado, com um cinto roxo, com traços delicados e ilustrações feitas a mão por Adams Carvalho, em alusão ao seu caderno de anotações. “Deixamos de lado o glamour comum a Ivete para algo mais intimista", conta Ricardo Carelli, da Dinamo Digital. A cantora aparece sentada, rodeada por almofadas, em um quarto de cor marfim, com elementos de sua casa para a imagem do projeto, como o sofá, almofadas, instrumentos musicais, estúdio e o cachorrinho da cantora, que esteve presente nas imagens do DVD.

## Análise da crítica
| Críticas profissionais | Críticas profissionais |
| Avaliações da crítica  | Avaliações da crítica  |
| Fonte                  | Avaliação              |
| ---------------------- | ---------------------- |
| Allmusic               | [ 38 ]                 |
| A Tarde                | (positivo)             |
| Esquina da Música      | [ 19 ]                 |
| G1                     | (positivo)             |

Multishow Registro Pode Entrar recebeu revisões favoráveis por críticos de música. Amauri Stamboroski Jr do G1, foi positivo em sua avaliação, dizendo que Sangalo "é talvez a grande popstar brasileira deste fim de década", e qualquer dúvida a esse respeito pode ser rapidamente dissipada em Pode entrar. "Goste ou não da “música pra pular brasileira” da cantora, é preciso admitir que nenhum outro artista (Caetano Veloso, talvez) hoje conseguiria reunir no mesmo projeto nomes díspares como o ex-Los Hermanos Marcelo Camelo, Lulu Santos, Maria Bethânia, Aviões do Forró e Carlinhos Brown". Em uma revisão mista, Mariano Prunes editor sênior do AllMusic, classificou o álbum com quatro de cinco estrelas, descrevendo as faixas "Quanto ao Tempo" e "Muito Obrigado Axé" como "as peças centrais de Pode Entrar", considerando a obra como um todo um "trabalho muito bom e uma mudança de ritmo bem-vinda para Ivete Sangalo". Mas foi critico ao dizer que "não é um disco impecável, pois alguns dos 17 números são redundantes e poderiam ser facilmente omitidos". Luiz Felipe Carneiro do site SRzd, considerou a proposta do álbum de tentar passar um tom descontraído "interessante", mas que o resultado final "soou engessado demais". Considerando as canções "Viver Com Amor" e "Vale Mais" como alguns dos melhores momentos de Pode Entrar elogiando "Muito Obrigado Axé", com a voz de Maria Bethânia, dizendo que a canção foi a que "soou mais natural". Por outro lado, Eduardo Vieira do jornal A Tarde, elogiou Multishow Registro Pode Entrar o considerando "o trabalho de maior qualidade e apuro da cantora, seja na questão estética, seja na musical", sentindo que o repertório de Sangalo ficou mais plural no novo registro e que o projeto "mostra a cantora debruçada, pela primeira vez em uma ideia distante em muitos momentos do circuito da axé music e do Carnaval, que dominaram os shows da Fonte Nova e do Maracanã, dois de seus maiores projetos". Christina Fuscaldo do O Globo sentiu que "Multishow registro - Pode entrar tem grandes chances de levar Ivete a lugares pouco navegados. Entre uma música de carnaval e outra (trunfos de Ivete, "Dalila", "Oba oba" e "Na base do beijo", no setor clichê do CD/DVD), a cantora testa o rock em "Viver com amor" e brinca de ser intimista ao fazer dueto com a irmã mais velha, Mônica San Galo, em "Completo"".

## Desempenho comercial
Multishow Registro Pode Entrar alcançou o pico na sétima primeira posição na parada de álbuns da Pro-Música Brasil (PMB). Pouco tempo depois recebeu o certificação de platina pela Pro-Música Brasil, pelas mais de 200 mil unidades comercializadas do produto no Brasil. Ao todo o disco teve uma vendagem de 520 mil cópias no Brasil, Segundo a Pro-Música Brasil o disco fechou o ano de 2009 como o o sétimo mais vendido de todo o país, visto em cópias físicas. Em Portugal, o álbum foi um sucesso, atingindo a posição de número seis na parada portuguesa d álbuns por duas semanas. Pode Entrar alcançou o disco de platina pela Associação Fonográfica Portuguesa pelas vendas superiores a 20 mil unidades.

## Promoção
Para promover o lançamento de Multishow Registro: Pode Entrar, Ivete esteve presente em várias aparições na televisão. No dia 24 de maio de 2009, compareceu ao Domingão do Faustão da Rede Globo, grávida, Ivete usou um vestidinho preto bem largo e participou do quadro Eu Acho, onde exclareceu algumas impressões que o público tem sobre a sua imagem pública. Durante a atração a cantora finalmente falou de sua gravidez e revelou algumas peculiaridades de sua gestação, além de comentar o lançamento de Pode Entrar. Na atração Ivete cantou as canções presentes no álbum, "Cadê Dalila", "Sintonia e Desejo", "Muito Obrigado Axé", "Quanto Ao Tempo" e "Agora Eu Já Sei". Em 28 de maio, compareceu ao Programa do Jô, onde foi entrevista pelo apresentador Jô Soares, e cantou "Cadê Dalila". Um dia antes do lançamento do álbum o canal de televisão por assinatura Multishow, exibiu o material contido no DVD em um especial intitulado — Multishow Registro Pode Entrar – Ivete Sangalo — em 4 de junho de 2009. Em 14 de junho, o programa Tudo é Possível da Rede Record, exibiu uma entrevista da apresentadora Eliana com a cantora, entre os assuntos abordados, estavam o lançamento do álbum e a gravidez de Ivete. Em 27 de junho, foi exibida sua participação no TV Xuxa da Rede Globo, onde performou as faixas "Cadê Dalila", "Agora Eu Já Sei", "Na Base do Beijo" e o sucesso anterior "Berimbau Metalizado", na ocasião a cantora foi recebida pela apresentadora Xuxa Meneghel com beijos na barriga sendo presenteada com uma bolsa para carregar os pertences do bebê. Três dias depois, a apresentadora Hebe Camargo recebeu Sangalo em seu programa no SBT, onde cantou "Teus Olhos" com a participação de Marcelo Camelo, além de "Cadê Dalila" e de seu single anterior "Berimbau Metalizado".
No dia 15 de julho, Sangalo marcou presença na estreia da apresentadora Ana Hickmann no programa Tudo é Possível da Rede Record, e cantou "Cadê Dalila", "Agora Eu Já Sei", "Balakbak", além de "Berimbau Metalizado". No dia 18, performou várias canções presentes no álbum, "Cadê Dalila", "Meu Segredo", "Agora Eu Já Sei", "Balakbak" e "Na Base do Beijo"  no programa Raul Gil da Rede Bandeirantes, onde também participou do quadro Pra Quem Você Tira o Chapéu?. No dia seguinte, a cantora se apresentou no programa Altas Horas da Rede Globo, promovendo as faixas do álbum.
De modo a promover o álbum, Sangalo embarcou na sua nona digressão. A Turnê Dalila, iniciou-se em 6 de junho de 2009 no Beach Park, em Fortaleza, Ceará. O repertório da turnê recebeu grandes mudanças, incluindo 12 novas canções, além de alguns antigos sucessos e versões da época de Banda Eva. No início da turnê Ivete já estava grávida de seis meses. Durante apresentação em Vitória, no Espírito Santo, a cantora mandou parar o show quando observou um rapaz assaltando pessoas no público, pedindo para que os seguranças retirasse-o do local e tomassem as medidas legais cabíveis. Em 11 de setembro Ivete pausou sua turnê ao entrar em licença maternidade, retornando aos palcos em 4 de dezembro, apenas dois meses depois de dar a luz, durante apresentação no Gran Hotel Stella Maris, em Salvador.

## Singles
De Multishow Registro: Pode Entrar, foram extraído cinco singles, "Cadê Dalila", estreou no dia 28 de novembro de 2008 nas rádios do Brasil. Na quarta semana de lançamento, a canção se tornou o 11º single solo de Ivete a atingir o topo do Hot 100 Brasil. O segundo single, a balada "Agora Eu Já Sei", teve sua estreia no dia 23 de abril, chegando à segunda posição no Hot 100 Brasil. O videoclipe da canção teve sua estreia no Fantástico no dia 10 de maio de 2009 e mostra Ivete gravando a música em seu estúdio e também mostra cenas dela andando em uma praia. O terceiro single de Pode Entrar, "Quanto Ao Tempo", com participação de Carlinhos Brown, chegou às rádios de todo o Brasil no dia 18 de agosto. A canção debutou nas paradas na posição de nº 68 e ficou entre as 30 mais tocadas nas rádios. O quarto single do álbum, "Na Base do Beijo", foi lançado nas rádios no dia 30 de outubro. A canção foi lançada para ser trabalhada no Carnaval de 2010. No Hot 100 Brasil, a canção se tornou o seu 12º número 1 da carreira solo. O quinto e último single do álbum, "Meu Segredo", foi lançado no dia 12 de abril de 2010. A canção debutou no Hot 100 Brasil na posição de nº 72 e alcançou a posição de nº 32.

#### Outras canções
"Teus Olhos" foi incluída na trilha sonora da novela das sete da Rede Globo, Ti Ti Ti. Devido a isso, a canção começou a ser executada nas rádios e estreou na posição de número 98 no Hot 100 Brasil. A canção chegou a posição de número 82.

## Prêmios e nomeações
Multishow Registro: Pode Entrar recebeu muitos prêmios e indicações. Recebeu três indicações na nona edição do Grammy Latino por Melhor Álbum Pop Contemporâneo Brasileiro, Melhor Vídeo Musical Versão Longa (Multishow Registro: Pode Entrar) e Melhor Canção Brasileira ("Agora Eu Já Sei"). No Troféu Dodô e Osmar de 2009, foi premiada nas duas categorias em que estava concorrendo, "Melhor Cantora" e "Melhor Música" por "Cadê Dalila". Na edição de 2009 do Troféu Bahia Folia, "Cadê Dalila" foi eleita a "Música do Carnaval". No Prêmio Multishow de Música Brasileira 2010, foi indicada a "Melhor Clipe" ("Agora Eu Já Sei"), "Melhor DVD" (Multishow Registro: Pode Entrar), "Melhor Cantora" e "Melhor Show", vencendo apenas o último.

## Lista de faixas
| N.º            | Título                                      | Compositor(es)                          | Duração |  |
| 1.             | "Balakbak"                                  | Esquisito Pururu Binho Nunes Sand Vidal | 4:15    |  |
| 2.             | "Cadê Dalila"                               | Carlinhos Brown Alain Tavares           | 3:12    |  |
| 3.             | "Teus Olhos" (part. Marcelo Camelo)         | Marcelo Camelo                          | 3:56    |  |
| 4.             | "Agora Eu Já Sei"                           | Ivete Sangalo Gigi                      | 4:37    |  |
| 5.             | "Brumário" (part. Lulu Santos)              | Lulu Santos                             | 4:05    |  |
| 6.             | "Meu Segredo"                               | Ramón Cruz                              | 4:01    |  |
| 7.             | "Completo" (part. Mônica San Galo)          | Sangalo Gigi                            | 3:57    |  |
| 8.             | "Eu Tô Vendo"                               | Sangalo Fabinho O'Brian Gigi            | 3:30    |  |
| 9.             | "Na Base do Beijo"                          | Alain Tavares Rita Mendes               | 3:11    |  |
| 10.            | "Sintonia e Desejo" (part. Aviões do Forró) | Sangalo Gigi                            | 3:44    |  |
| 11.            | "Oba Oba"                                   | Ivan Lawinscky Ivan Brasil Sinho Maia   | 3:51    |  |
| 12.            | "Viver com Amor"                            | Ramón Cruz                              | 3:13    |  |
| 13.            | "Vale Mais" (part. Saulo Fernandes)         | Sangalo Cruz                            | 4:13    |  |
| 14.            | "Meu Maior Presente"                        | Cruz                                    | 3:53    |  |
| 15.            | "Quanto Ao Tempo" (part. Carlinhos Brown)   | Brown Michael Sullivan                  | 4:35    |  |
| 16.            | "Muito Obrigado Axé" (part. Maria Bethânia) | Brown                                   | 4:45    |  |
| 17.            | "Não Me Faça Esperar"                       | O'Brian Gigi                            | 3:35    |  |
| Duração total: | Duração total:                              | Duração total:                          | 1:06:41 |  |

| DVD |                                             |                    |         |  |
| N.º | Título                                      | Compositor(es)     | Duração |  |
| 1.  | "Balakbak"                                  |                    |         |  |
| 2.  | "Eu Tô Vendo"                               |                    |         |  |
| 3.  | "Brumário" (part. Lulu Santos)              |                    |         |  |
| 4.  | "Agora Eu Já Sei"                           |                    |         |  |
| 5.  | "Teus Olhos" (part. Marcelo Camelo)         |                    |         |  |
| 6.  | "Meu Maior Presente"                        |                    |         |  |
| 7.  | "Completo" (part. Mônica de San Galo)       |                    |         |  |
| 8.  | "Na Base do Beijo"                          |                    |         |  |
| 9.  | "Cadê Dalila"                               |                    |         |  |
| 10. | "Sintonia e Desejo" (part. Aviões do Forró) |                    |         |  |
| 11. | "Oba Oba"                                   |                    |         |  |
| 12. | "Viver com Amor"                            |                    |         |  |
| 13. | "Vale Mais" (part. Saulo Fernandes)         |                    |         |  |
| 14. | "Meu Segredo"                               |                    |         |  |
| 15. | "Quanto ao Tempo" (part. Carlinhos Brown)   |                    |         |  |
| 16. | "Muito Obrigado Axé" (part. Maria Bethânia) |                    |         |  |
| 17. | "Fã"                                        | Mônica de San Galo |         |  |
| 18. | "Não Me Faça Esperar"                       |                    |         |  |

## Desempenho nas tabelas musicais e certificação
| País — Tabela musical (2009)  | Posição de pico |
| ----------------------------- | --------------- |
| Brasil (DVD - Top 10 Semanal) | 7               |
| Portugal (AFP)                | 4               |

| País — Tabela musical (2009) | Posição de pico |
| ---------------------------- | --------------- |
| Brasil (ABPD)                | 7               |

| Região                                         | Certificação | Unidades/Vendas |
| ---------------------------------------------- | ------------ | --------------- |
| Brasil (Pro-Música Brasil)                     | Platina      | 500,000         |
| Portugal (AFP)                                 | Ouro         | 20,000^         |
| ^distribuições baseadas apenas na certificação |              |                 |

## Histórico de lançamento
| País      | Data                | Formato                 | Gravadora |
| --------- | ------------------- | ----------------------- | --------- |
| Brasil    | 5 de junho de 2009  | CD DVD download digital | Universal |
| Europa    | 15 de julho de 2009 | CD                      | Universal |
| Portugal  | 15 de julho de 2009 | CD DVD                  | Universal |
| Argentina | 31 de julho de 2009 | CD DVD                  | Universal |